# Vivienda pública
Una vivienda pública o vivienda social es un tipo de propiedad inmueble que está en manos de una autoridad gubernamental central o local. Es un término global que se refiere a la vivienda que puede ser de renta o alquiler a cargo y de propiedad del Estado, de una organización sin fines de lucro o de una combinación de ambas o de una vivienda construida total o parcialmente por el Estado y cedida a beneficiarios, en general con el objetivo de proveer una vivienda económica.
Aunque la meta común de la vivienda pública es proveer vivienda económica, los detalles, la terminología, las definiciones de pobreza y otros criterios para la asignación varían.

## Por continentes y países

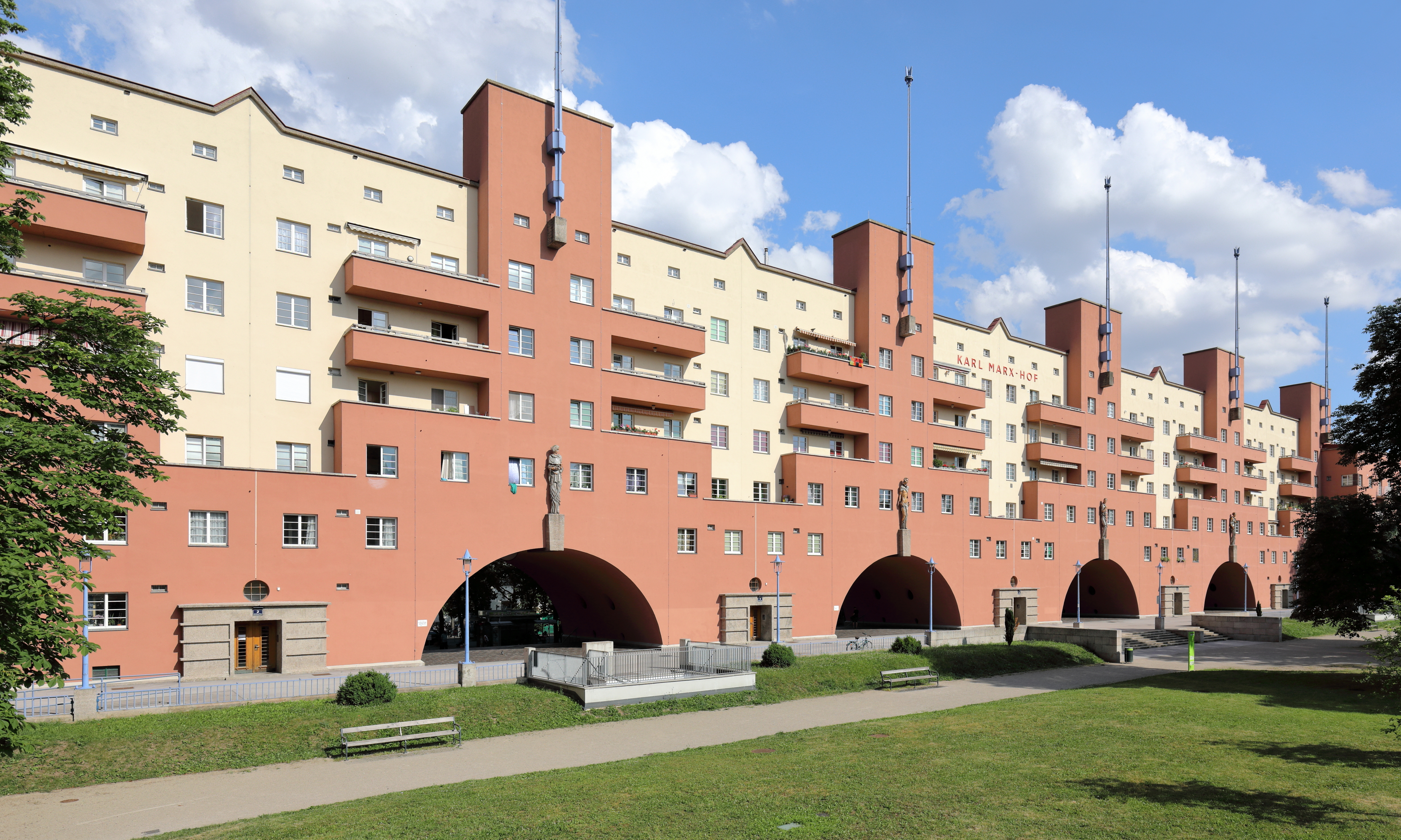
Karl Marx-Hof, vivienda social clásica en Viena.

### Asia

#### China

##### Hong Kong
En Hong Kong, el gobierno provee vivienda pública por medio de departamentos rentados a un precio más bajo que el de los mercados, y a través del HomeOwnership Scheme (Esquema de Propiedad de Vivienda), en donde se venden a menor precio. Son construidos y administrados por la Hong Kong Housing Authority (Autoridad de Vivienda de Hong Kong) y la Hong Kong Housing Society (Sociedad de Vivienda de Hong Kong). Casi la mitad de la población de Hong Kong vive en viviendas públicas.

#### Singapur
En Singapur, el programa de vivienda pública, en particular la planificación y desarrollo de nuevas viviendas públicas y la asignación de unidades de renta y la reventa de las unidades existentes, es controlada por la Housing and Development Board (Junta de Vivienda y Desarrollo). La organización diaria de las comunidades de vivienda pública ha sido ampliamente delegada a los Concejos Municipales.
La mayoría de los desarrollos de vivienda en Singapur son gobernados y desarrollados de forma pública. En rigor, los residentes en la vivienda pública superan a los que alquilan (a diferencia de lo que ocurría en los años 1960).
Como la mayoría de los singapurenses habitan en viviendas públicas, la vivienda pública en Singapur no es considerada en general como un signo de pobreza ni un nivel menor de vivienda en comparación con otros países donde la escasez de tierras no representa un problema y el precio de la propiedad llega a ser significativamente más barato. Los precios de la propiedad para las viviendas sociales más pequeñas pueden llegar a ser más caros que las desarrolladas por entes privados.

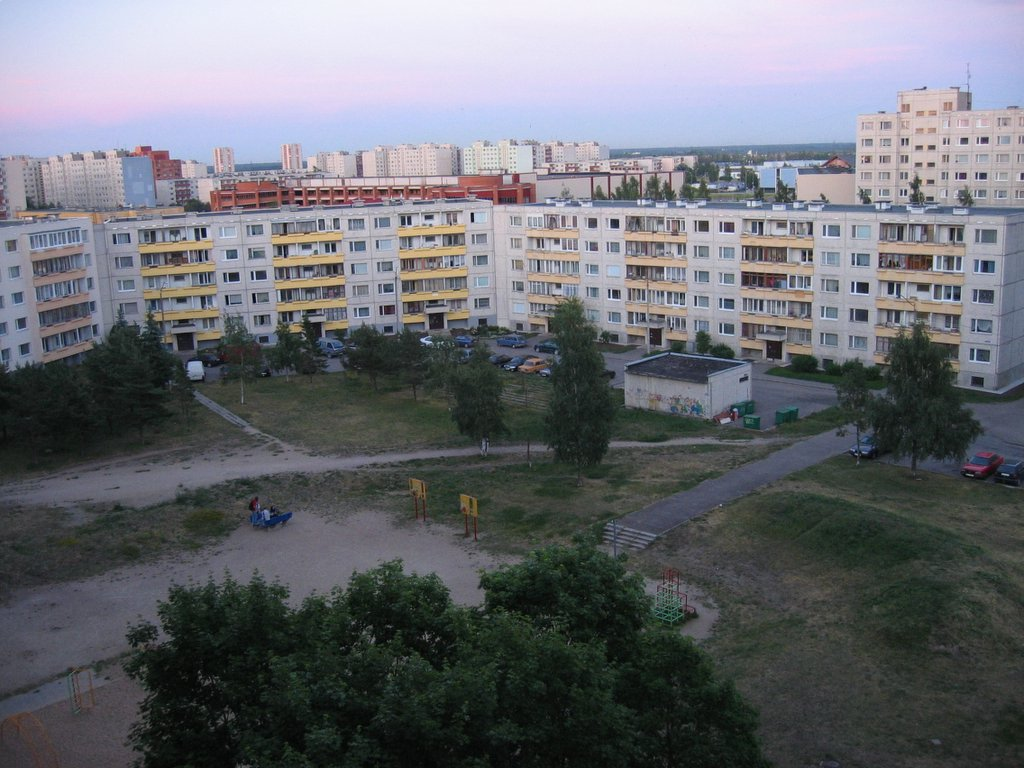
Departamentos más antiguos y pequeños en Tallinn, Estonia.

### Europa

#### Alemania
Las primeras regulaciones sin legislación específica de las viviendas de clase trabajadora en Alemania se promulgaron en 1861 y estaban dirigidas a promocionar las sociedades inmobiliarias promotoras de casas económicas. Entre 1925 y 1930 en Alemania tuvo lugar una gran cantidad de proyectos innovadores de vivienda pública municipal, especialmente en Berlín, Colonia y Fráncfort del Meno. Estos Siedlungen (asentamientos), se hicieron necesarios por las terribles condiciones de vida de los propietarios urbanos de preguerra. El derecho a una vivienda digna se incluyó en la Constitución de Weimar de 1919, pero pocas viviendas se construyeron hasta alcanzar la estabilidad económica, en 1925.
Estos asentamientos fueron de poca altura, no más de cinco pisos, y en sitios suburbanos. Los habitantes tenían así acceso a luz, aire y sol. El tamaño, aspecto, orientación y estilo arquitectónico de la vivienda pública alemana se basó en las experiencias vienesas y neerlandesas, en el movimiento Ciudad Jardín en Inglaterra, por las nuevas técnicas constructivas industrializadas de producción en masa y prefabricación, por el uso novedoso del acero y el vidrio, y por las políticas progresistas y liberales de los socialdemócratas.
El arquitecto Martin Wagner (junto con Bruno Taut) fue el responsable de miles de viviendas construidas dentro y en los alrededores de Berlín, incluyendo el Siedlung Herradura (llamado así por su forma), y el Siedlung de la Cabaña del Tío Tom (nombrado en honor a un restaurante local). Pero Wagner quedó detrás del planificador urbano Ernst May en Fráncfort del Meno. May fue el responsable de la construcción de 23 asentamientos separados (15 000 unidades en total) en cinco años. Encabezó su propio centro de investigaciones de grandes dimensiones para probar, por ejemplo, las corrientes de aire en diversas distribuciones de ambientes, técnicas de construcción, etc. La arquitecta austríaca Margarete Schütte-Lihotzky aplicó los principios del taylorismo a las cocinas y desarrolló la cocina Frankfurt cuando trabajaba para Ernst May.
Además de la investigación técnica, May publicó dos revistas y se embarcó en un importante proyecto de relaciones públicas, con películas y clases y exposiciones públicas, para hacer que los Neues Bauen ("Nuevo edificio") fueran aceptadas por la gente. A fines de la década de 1920, los principios del acceso equitativo a Licht, Luft und Sonne («luz, aire y sol») y los efectos sociales de la garantía de la Existenzminimum («vivienda mínima») se transformaron en un tema de discusión frecuente en toda Alemania. Un resultado indirecto de esta publicidad fue el movimiento de vivienda en Norteamérica: una joven Catherine Bauer asistió a una conferencia de May en 1930, y escribió el germen de su Modern Housing basada en las investigaciones hechas en Fráncfort del Meno y con el arquitecto holandés J.J.P. Oud.
La presión creciente de los nazis en expansión significó el fin de esta era en 1933. La mayoría de los expertos de vivienda pública alemanes tenían simpatías socialdemócratas o comunistas y fueron expulsados y perseguidos.
Más tarde, sobre todo en los años de posguerra, el Plattenbau se extendió por muchas partes de Alemania.

#### Austria
Gemeindebau (plural: Gemeindebauten) es una palabra alemana que significa "edificio municipal". En Austria, se refiera a edificios residenciales construidos por una municipalidad, en general para proveer vivienda social de bajo costo. Han sido una parte importante de la arquitectura y la cultura de Viena desde los años 1920.

#### Bélgica
En Bélgica la primera regulación estatal en relación a la vivienda pública se aprobó en 1889, y facilitó a los particulares una línea de crédito directamente con la Caja de Ahorro y Retiro Belga; que fue ampliada a las promotoras inmobiliarias en 1900.

#### España
La primera ley de vivienda pública en España se aprobó durante la época de la Restauración con la Ley de Casas Baratas de 1911, que fue ampliada mediante distintas modificaciones hasta su derogación en 1939.
La mentalidad española de rechazo a las casas de renta y los recortes presupuestarios de los años 1980 han hecho caer a las viviendas de protección pública al mínimo. Eran comunes en tiempos de la dictadura de Francisco Franco (1936-1975). Ahora, esa falta de vivienda es un problema social, especialmente por la importante subida de los costes, y actualmente muchos sectores reclaman más viviendas públicas para alquilar.
En Cataluña existe el Plan para el derecho a la vivienda del 2009-2012. Estos planes son tradicionales desde los años 1980, en los que se fomenta la vivienda de protección oficial y la política de fomento de la rehabilitación de edificios y viviendas.
La enseñanza de arquitectura en España hace ahora especial hincapié en el estudio tipológico de la vivienda colectiva y su manera de componer trazado y tejido urbano. Numerosos programas han surgido al hilo, como el Máster de Vivienda Colectiva (MCH) de la Escuela Técnica Superior de Arquitectura de Madrid.

#### Finlandia
Finlandia puede haber sido la primera en tener vivienda pública. En Helsinki, en 1909, se construyeron cuatro casas de madera proyectadas por el arquitecto A. Nyberg en Kirstinkuja (antes Kristiinankatu) para los trabajadores de la ciudad. Los residentes eran mayormente familias de clase trabajadora con muchos hijos. Los departamentos tenían un promedio de cinco personas por habitación, llegando a ocho en algunos casos.
Los pequeños departamentos estaban equipados con agua corriente, una despensa y un armario en el ático. Cada departamento tenía su propio baño en el sótano. La luz eléctrica se instaló en 1918.
Las casas y vidas de familias obreras en Helsinki de 1909 a 1995 son expuestas en un museo cercano al parque de diversiones Linnanmäki.

#### Francia

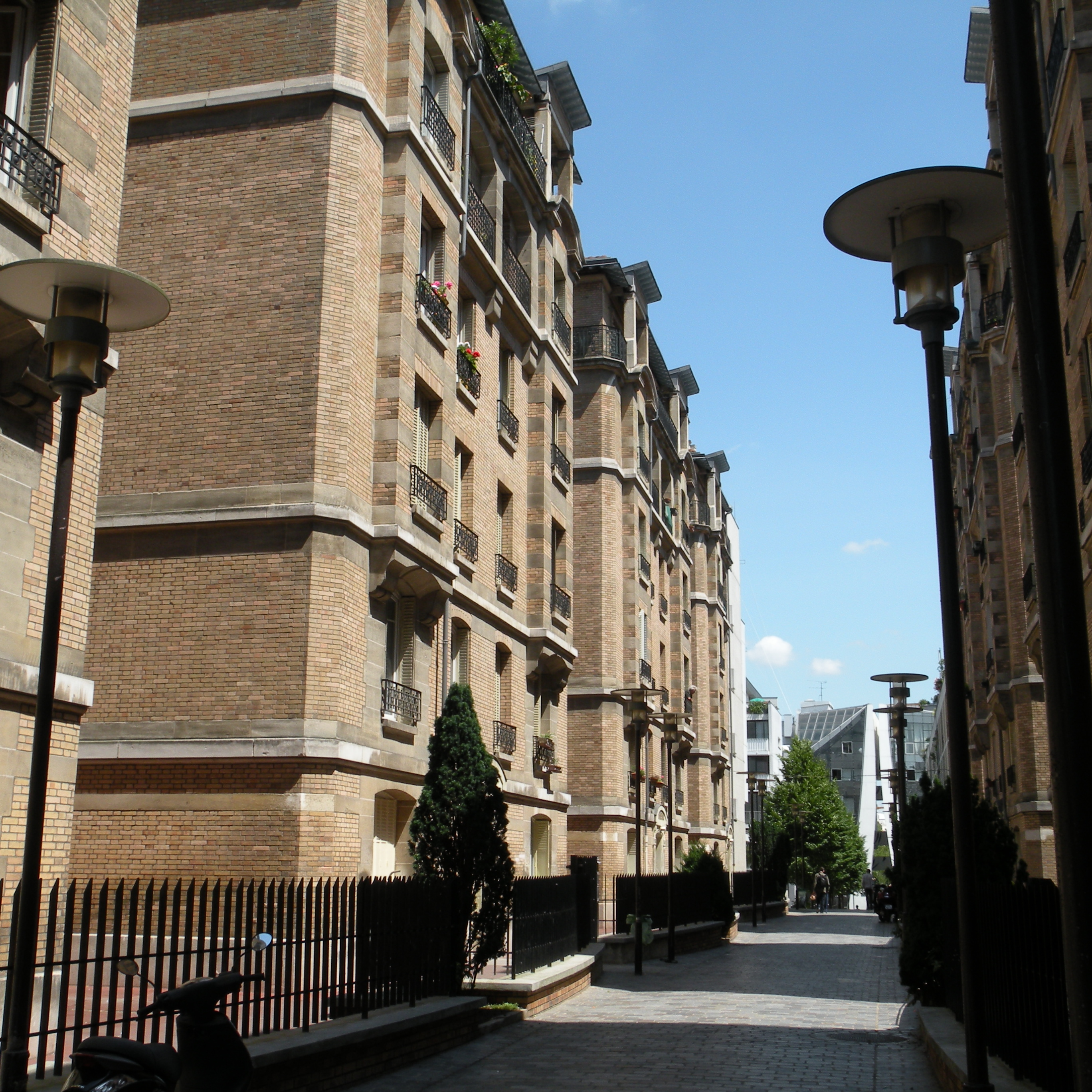
Vivienda pública de la calle Jean Fautrier en el XIII Distrito de París, Francia.

Francia tiene una larga tradición de intervención estatal en el mercado de viviendas. La primera ley enfocada a las viviendas públicas se promulgó en 1894 a partir de las actividades del organismo Societé française des habitations à bon marchè, y fue reformada en 1906.
Después de la Segunda Guerra Mundial, la población creció a tasas nunca vistas, el éxodo rural se incrementó, mientras los daños de la guerra habían reducido el número de casas en muchas ciudades. Los precios de renta se elevaron drásticamente, y el gobierno sancionó una ley en 1949 para bloquearlos, efectivamente acabando con los beneficios económicos del mercado inmobiliario. Además, la construcción fue regulada de manera estricta, lo cual complicó a la construcción que no contara con apoyo político.
El gobierno lanzó un gran plan de construcción, incluyendo la creación de "villes nouvelles" (nuevos pueblos) y nuevos suburbios con "Habitation à Loyer Modéré" ("vivienda de alquiler moderado"). El Estado tenía los fondos, los medios legales para adquirir los terrenos y podía proveer ciertas ventajas a las compañías que construyeran sus amplios complejos de vivienda con cientos de departamentos. La calidad también fue regulada efectivamente, resultando en viviendas decentes e incluso de alta calidad para los estándares de la época (años 1950 y 1960). Las fuerzas políticas usaron el arma de la HLM de forma efectiva, porque la familia que tuviera la oportunidad de acceder a una HLM solo podría agradecer a su alcalde; por otro lado, un alcalde "comunista" siempre se mostraba propenso a tener tantas HLM como pudiera, porque sus propietarios eran más pobres y podían llegar a votarlo, al tiempo que su vecino "gaullista" estaba también agradecido de que se alejaran.[cita requerida]
La construcción de HLM fue también una fuente importante (e ilegal) de financiamiento político: las compañías constructoras tenían que pagar al partido político del alcalde que lanzaba un programa de HLM. Esto resultó en corrupción y escándalos.[cita requerida]
Francia aún mantiene este sistema. Una ley reciente transformó en obligación para cada pueblo tener al menos un 20% de HLM. Hoy en día representa la mitad del mercado de rentas.
A la par del éxito en brindar lugares para vivir a familias de ingresos bajos, este sistema también llevó a la creación de guetos suburbanos. Allí, los estratos más bajos de la población, compuestos mayormente por inmigrantes y ciudadanos que sufrían el desempleo masivo, fueron aislados de los centros urbanos gentrificados, llevando a veces a conflictos con violencia y tensiones sociales. Solucionar este problema es cualquier cosa menos sencillo, varios planes fallaron, de forma que una actitud ciega de "ley y orden" se ha vuelto común en las políticas internas de Francia, con pocos resultados efectivos y síntomas de violencia.[cita requerida]

#### Irlanda
En la República de Irlanda, la vivienda pública y los "halting sites" (usados por las comunidades viajeras seminómades irlandesas) fueron construidas por las autoridades locales y son conocidas como Local Authority Accommodation (Alojamiento de la Autoridad Local). La Dublin Corporation y la ex Corporación de Gobierno del Condado de Dublín proveían la parte del león de la Irish Local Authority Housing (Autoridad Local Irlandesa de Vivienda), con el Condado de Longford como poseedor de la mayor proporción de Autoridad Local frente a la vivienda privada en el estado. Irlanda ha promovido la propiedad en términos favorables, y muchos antiguos barrios de viviendas sociales ahora están casi completamente —sino totalmente— compuestos por propiedades privadas.

#### Italia
En Italia la primera ley reguladora de las viviendas de clase trabajadora se promulgó en 1903, y aplicó un reglamento específico para el tipo de vivienda que se debía construir, y para la creación de sociedades cooperativas específicas.

#### Países Bajos
En los Países Bajos, el costo de las viviendas de renta más económicas se mantiene bajo gracias a la regulación y cuidado gubernamental. Estos tipos de viviendas se conocen como sociale huurwoningen. En la práctica, esto es acompañado por fundaciones o asociaciones de vivienda privada sin fines de lucro (toegelaten instellingen). Debido a las frecuentes fusiones, el número de estas organizaciones ha bajado hasta alrededor de 430 en 2009. Controlan 2,4 millones de viviendas. La mayoría de los apartamentos de bajo costo de renta en los Países Bajos son propiedad de estas organizaciones. Desde a los cambios de política en 1995, las organizaciones de vivienda social se volvieron financieramente independientes, enfocándose en su rol de empresarios sociales. En la mayoría de las municipalidades neerlandesas terminó existiendo una determinada capacidad mínima de vivienda social a lo largo de las últimas décadas. En muchas ciudades como Ámsterdam, La Haya, Róterdam y Utrecht el porcentaje de vivienda social se acerca o incluso supera el 50%. La supervisión financiera pública se realizada mediante el Fondo Central para la Vivienda (Centraal Fonds Volkshuisvesting).

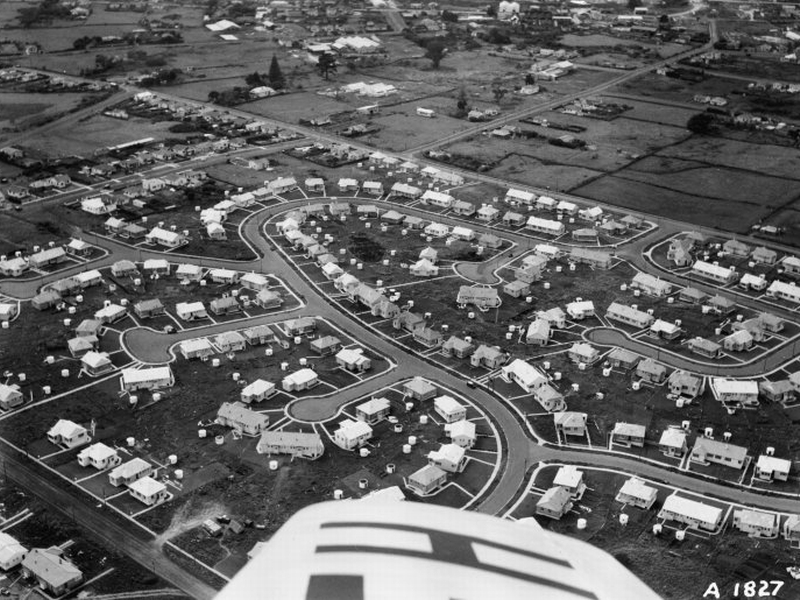
A diferencia de muchos otros países, mucha de la vivienda estatal en Nueva Zelanda realizada durante el se hizo en formato de casas individuales similares, a otras casas en ese país, aunque no tan lujosas; la imagen es de un desarrollo de 1947 en Oranga, Auckland

#### Reino Unido

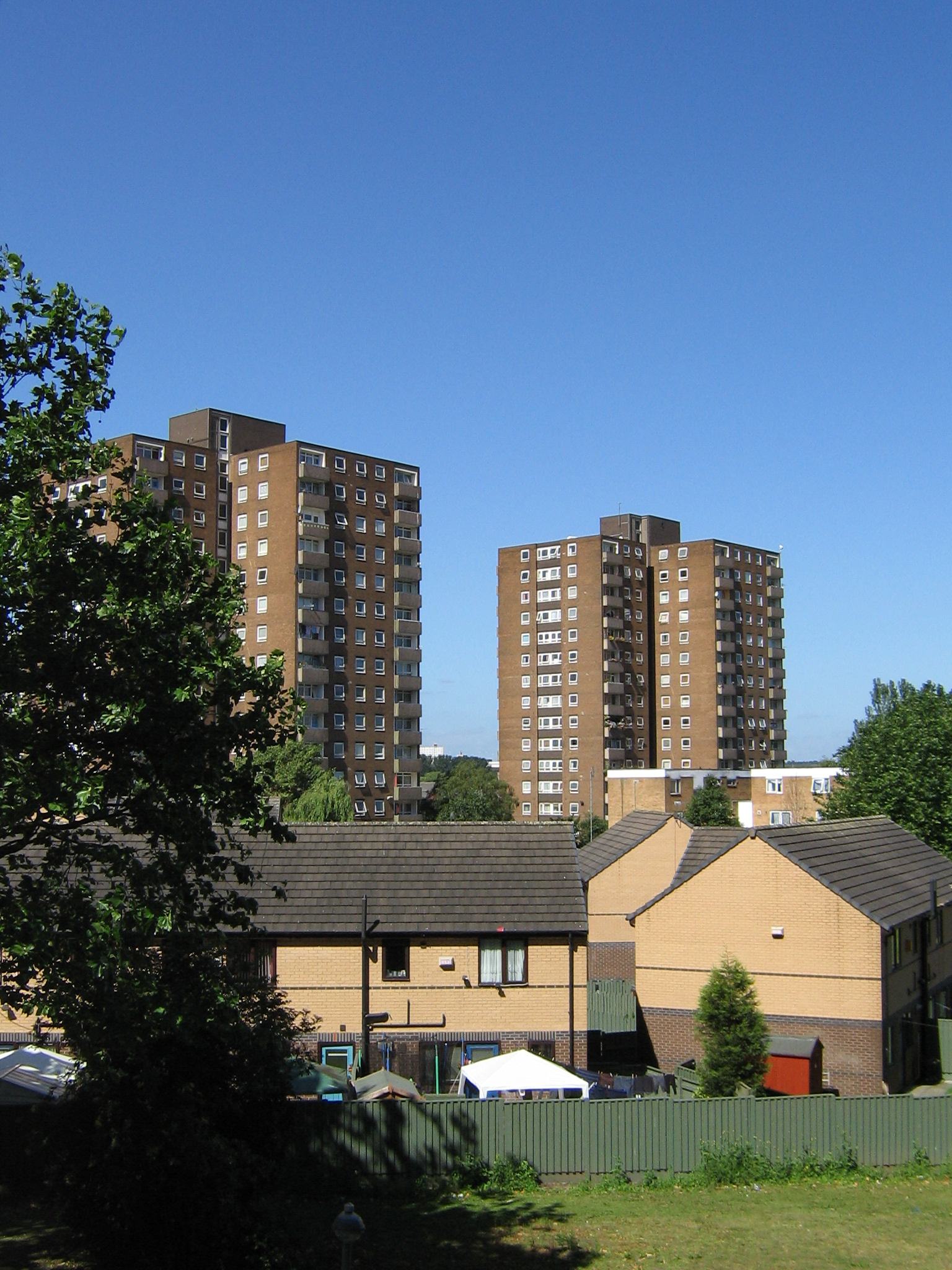
Distintas viviendas públicas en Salford, Inglaterra.

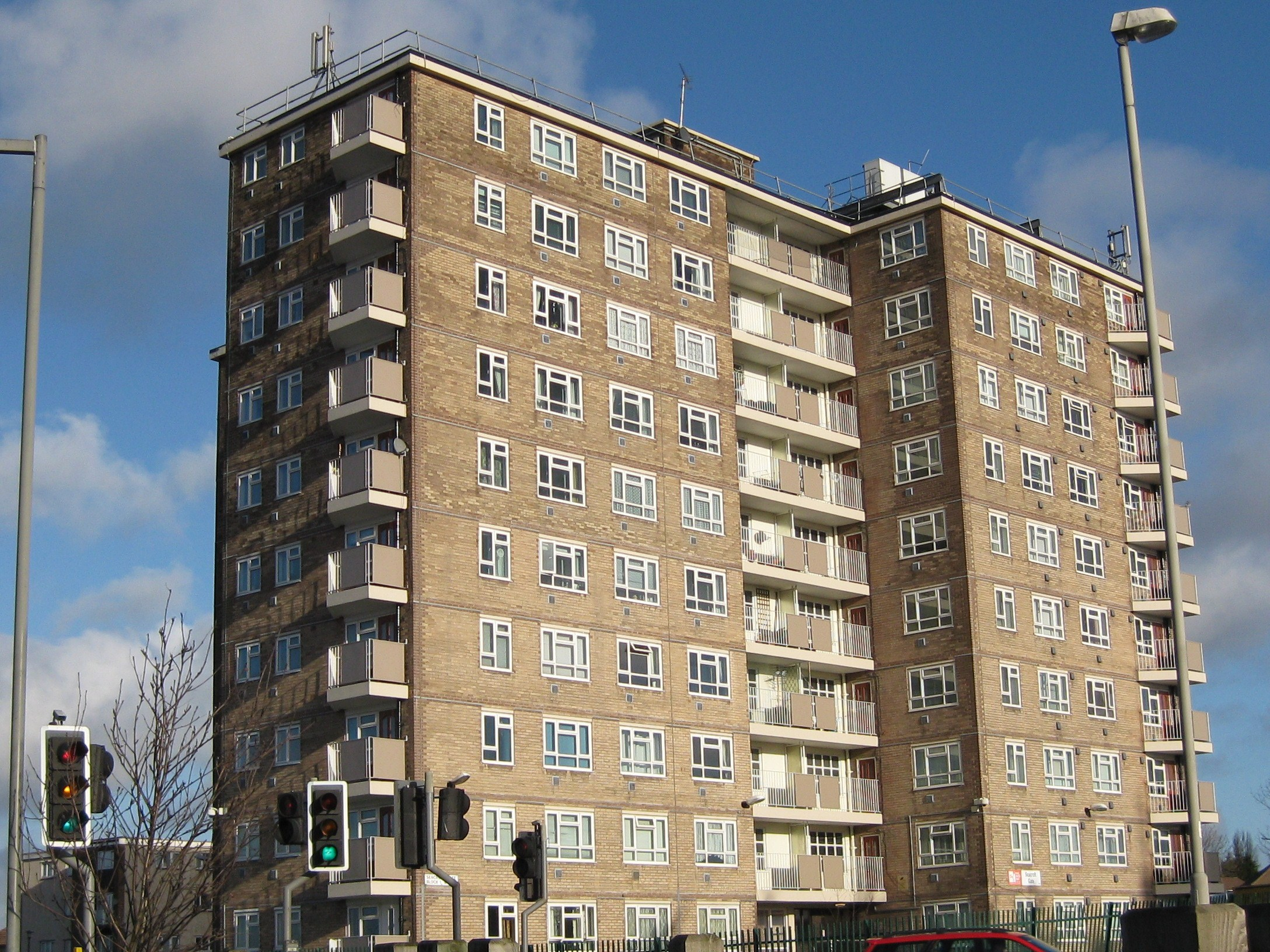
Una torre de apartamentos en Seacroft, Leeds

En el Reino Unido la primera ley destinada a la promoción de viviendas para la clase trabajadora fue la Ley Labouring Classes Lodgin-Houses de 1851. Esta Ley fue completada con una segunda ley ese mismo año llamada Ley Housing of the Working Classes, y modificada en 1853 y 1866. En 1885 se aprobó una nueva ley con un conjunto de disposiciones de carácter sanitario.
A la vivienda pública se le suele llamar council housing (vivienda municipal) o council estate (conjunto de viviendas municipal), debido al rol histórico que las autoridades distritales o municipales han tomado en la construcción de vivienda pública. Asociaciones de vivienda locales semiindependientes sin fines de lucro han comenzado a hacerse cargo de algunos de los conjuntos de viviendas municipales más antiguos en el Reino Unido. A las Housing Associations (Asociaciones de Vivienda) ahora se las llama Registered Social Landlords (RSLs, Propietarios Sociales Registrados). A pesar de estar basadas en el no lucro, en general cobran mayores rentas que las propiedades municipales. Sin embargo, en Inglaterra el Gobierno introdujo una política de reestructuración de la renta que busca equiparar los valores de las rentas municipales y de los RSL para 2012. Desde 1996, la vivienda pública pasó a denominarse vivienda social para unificar las municipales y los RSLs. Además, departamentos de planificación locales pueden solicitar a desarrolladores del sector privado que provean "vivienda económica" como condición para recibir su planning permission (permiso de planificación). A esto se suman otros 700 millones de libras esterlinas anuales de fondos del Gobierno para los propietarios de parte del Reino Unido.
Las autoridades locales han sido desalentadas a construir viviendas municipales desde 1979. El standard Parker Morris fue abolido para las nuevas construcciones, resultando en habitaciones de menor tamaño y menos ambientes. Y se introdujo el esquema Right to Buy (Derecho a comprar), resultando en el traspaso de algunas de las mejores propiedades desde las autoridades municipales a privados.
Durante los años 2000, se introdujo la choice based letting (CBL, Alquiler basado en la elección para ayudar a asegurarse de que la vivienda social fuera ocupada rápidamente si los inquilinos se mudaban, pero esto aún favorece al local sobre el posible inquilino proveniente de otros lugares. En una cantidad de áreas de autoridad local, debido a la escasez de vivienda municipal, tres de cuatro propiedades podrían ser asignadas a casos prioritarios (aquellos que viven en condiciones de pobreza y hacinados, con necesidades médicas o de protección, o que necesiten apoyo familiar) o postulantes desempleados, para cumplir con las obligaciones legales de los concejos para reubicar gente necesitada. El porcentaje de propiedades dejadas de lado para grupos vulnerables varía de acuerdo a la demanda de vivienda municipal en el área. Todas las autoridades locales tienen una Estrategia de Vivienda para asegurarse de que las casas municipales se dejen adecuadamente y para ajustarse a las obligaciones legales de los concejos, tratar con la gente necesitada, contribuir a la sustentabilidad de las propiedades municipales, la regeneración barrial y la inclusión social.
El Gobierno del Partido Laborista de 1997-2010 pretendió quitar la Vivienda Municipal a las autoridades locales. En un primer momento iba a ser a través de transferencia de dominio a las Asociaciones de Vivienda (HAs). No todas las propiedades municipales podían ser transferidas ya que en algunas autoridades locales, su cupo de viviendas estaba en condiciones de deterioro y tenían un valor capital menor que las deudas tomadas para la construcción. En efecto, el cupo municipal estaba en relación negativa. Y en algunas autoridades locales, los inquilinos rechazaron la opción de transferencia (por ej. en Camden (Londres) y en Birmingham).
El Gobierno Laborista introdujo una "tercera alternativa": la Arms Length Management Organisation (ALMO, Organización de Gestión en Igualdad de Condiciones) donde el cupo de viviendas permanecía bajo la autoridad local pero era gestionada por una organización sin fines de lucro en igualdad de condiciones con la autoridad local. Además introdujo el programa de Decent Homes (Viviendas decentes), un fondo de capitales para brindar vivienda social de acuerdo a un estándar físico moderno. Para usar este fondo, el administrador —ya sea de ALMO o HA— tenía que alcanzar 2 o 3 estrellas como calificación en su inspección por la Comisión de Auditorías. Esto tenía la intención de subir los estándares de gestión. Los propietarios municipales no pueden acceder a estos fondos, otro incentivo para transferir la administración de los concejos a un ALMO o HA.
Desde comienzos de los años 1990, los gobiernos han apoyado también a la "tenencia mezclada" en áreas en regeneración y en nuevas propiedades de vivienda, ofreciendo un rango de opciones de propiedad o renta, con vistas a generar armonía social al incluir "vivienda social" y "vivienda económica". Un reporte de investigación reciente ha discutido que los fundamentos de la tenencia compartida aún son débiles.
La mayoría de los ocupantes de la vivienda social en el RU tienen el derecho de intercambiar sus viviendas con sus pares aun cuando los propietarios son distintos. Esto se conoce como mutual exchange (intercambio mutuo).

#### Suecia
El Programa Millón (Miljonprogrammet) es el término familiar con el cual se denominó a un ambicioso programa de vivienda implementado en Suecia entre 1965 y 1974 con el objetivo de construir un millón de nuevas viviendas en 10 años; en un principio muy influidas por el concepto inglés de Ciudad Jardín de los años '40 y '50, pero hacia el final los desarrollos fueron sobre todo construidos como viviendas unifamiliares a lo largo de calles curvas y sin salida, o como inmensas torres de apartamentos, similares a muchos distritos residenciales construidos en Europa del Este. La mayoría fueron construidos desligados de los vecindarios ya establecidos, con frecuencia a distancias considerables de zonas urbanas y conectados por medio de transporte público a anteriores proyectos y centros de las ciudades.

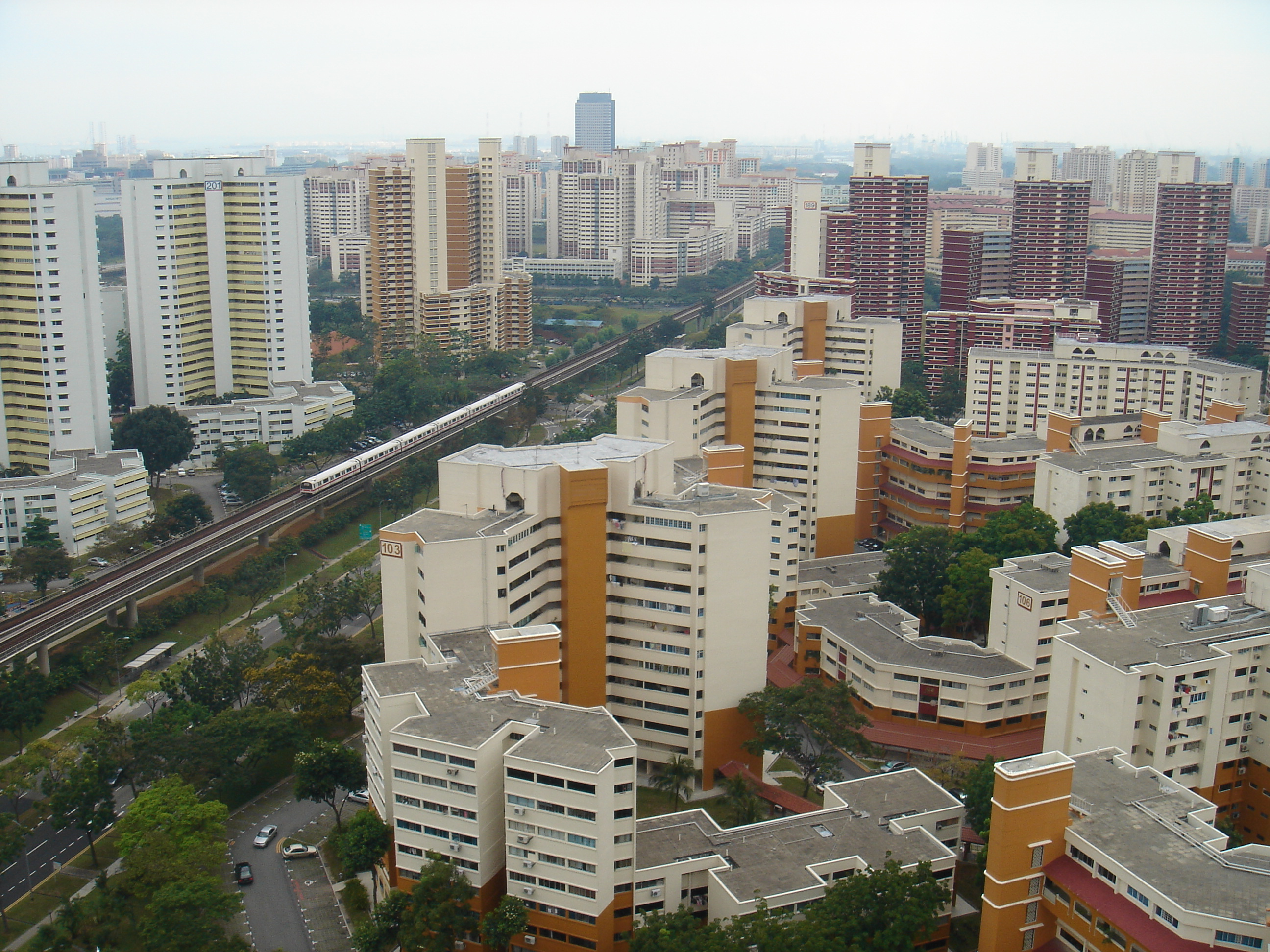
Edificios del HDG en Singapur

#### Unión Soviética
En la Unión Soviética, la mayoría de los edificios construidos luego de la Segunda Guerra Mundial eran grandes, en general de 5 a 10 pisos altos, con apartamentos pequeños. En esos barrios, el objetivo era ahorrar espacio y conseguir la mayor cantidad de unidades de vivienda posible. La construcción comenzada en la década de 1970 favoreció las viviendas municipales organizadas en paneles de hormigón de 16 a 24 pisos de altura en las principales ciudades, y de 7 a 12 pisos en áreas suburbanas más pequeñas.

### América

#### Argentina
En la Argentina, la vivienda pública a cargo del Estado se remonta a fines del siglo XIX, cuando la gran inmigración europea que recibió dicho país hizo que su población se multiplicara bruscamente, lo que puso en discusión la necesidad de viviendas.
En 1889, se construyó el primer conjunto de viviendas obreras en la ciudad de Buenos Aires, en terrenos hoy ocupados por la Facultad de Ingeniería en Avenida Las Heras. Pero fue en 1915 cuando el tema de la vivienda pública fue tomado en mayor consideración, al crearse la Comisión Nacional de Casas Baratas (CNCB) mediante la Ley Nacional n.º 9677 "de Casas Baratas", una iniciativa del diputado cordobés Juan Cafferata. Durante esta primera etapa el presidente de la CNCB fue el futuro presidente del país Marcelo Torcuato de Alvear, y el organismo construyó una serie de barrios económicos compuestos por pasajes y manzanas muy angostas y alargadas. Lo construido no llegaba a satisfacer toda la demanda existente, quedando claro que los siguientes gobiernos también debían hacer algo en la materia.
Una organización de ideas socialistas, El Hogar Obrero, trabajó a la par en la construcción de vivienda popular en Buenos Aires, comenzando por pequeños edificios y siguiendo por grandes conjunto hasta la década de 1960. Mientras tanto, la temática de la vivienda siguió siendo un problema principalmente en Buenos Aires, pero también en otras ciudades grandes como Córdoba, Rosario y otras capitales provinciales.
En Buenos Aires trabajó la Comisión Municipal de la Vivienda, hoy llamada Instituto de Vivienda de la Ciudad (IVC), y a nivel nacional fue creado el FONAVI, realizando numerosos barrios obreros en todo el país. Con la federalización de los servicios públicos realizada por Carlos Menem en 1995, el FONAVI fue desintegrado, pasando a organismos de autoridad provincial.
En la actualidad, tanto el Estado Nacional como los Gobiernos Provinciales (quienes cuentan con Institutos de la Vivienda provinciales dependientes del FO.NA.VI) y la Ciudad de Buenos Aires realizan sus planes de vivienda pública independientemente, y el asunto continúa siendo un grave problema sin resolver.

#### Brasil
En Brasil, la necesidad de poder acceder a una vivienda se volvió indispensable para las familias, y más importante para aquellas personas con escasos recursos económicos, y que debido a factores como la migración y la industrialización del siglo XX se vieron en la obligación de buscar un mejor futuro para sus familias en las ciudades. Los desplazamientos por conflictos armados internos, la aparición de una industria incipiente (1930-1970) en las ciudades, sobre todo en las capitales, la desarticulación del mundo rural y la concentración de servicios públicos en entornos urbanos, generaron una explosión demográfica cuyo resultado fue la expansión de las manchas urbanas, sustentada en el desarrollo y la producción de urbanizaciones populares al margen de las iniciativas del mercado inmobiliario y las políticas públicas urbanas.
La importancia de la vivienda por parte del estado se muestra en un inicio con el gobierno de Getúlio Vargas (1930) y la puesta en práctica a lo largo del periodo populista que se había basado, en criterios sociales; hasta 1964 con el cambio de gobierno al mariscal Castelo Branco, en el cual comienza la segunda etapa de las políticas de vivienda, la cual se basó principalmente en el Sistema Financiero de Habitação (SFH) y el Banco Nacional de Habitação (BNH), en el cual los errores y ambigüedades provocaron efectos contraproducentes que terminaron contribuyendo a un empeoramiento de las condiciones habitacionales y urbanísticas de la vivienda popular.
La política habitacional en Brasil
Se comenzaron a tomar algunas acciones en lo referido a la crisis de la vivienda, desde la creación en 1946 de la Fundación Casa Popular, que se propuso abarcar aspectos como: infraestructura, saneamiento, construcción, etc.; empero, se encontraba desarticulado con los demás órganos políticos, y por ende la falta de una acción coordinada se convirtió en una debilidad; hasta otras acciones como el decreto-ley de inquilinos de 1942, la  creación del Instituto de Jubilación y Seguridad Social en 1937 y el decreto Ley n.º 58, que regulaba la venta de lotes urbanos.
Un porcentaje notable de la población de Brasil vive en favelas. 

#### Canadá

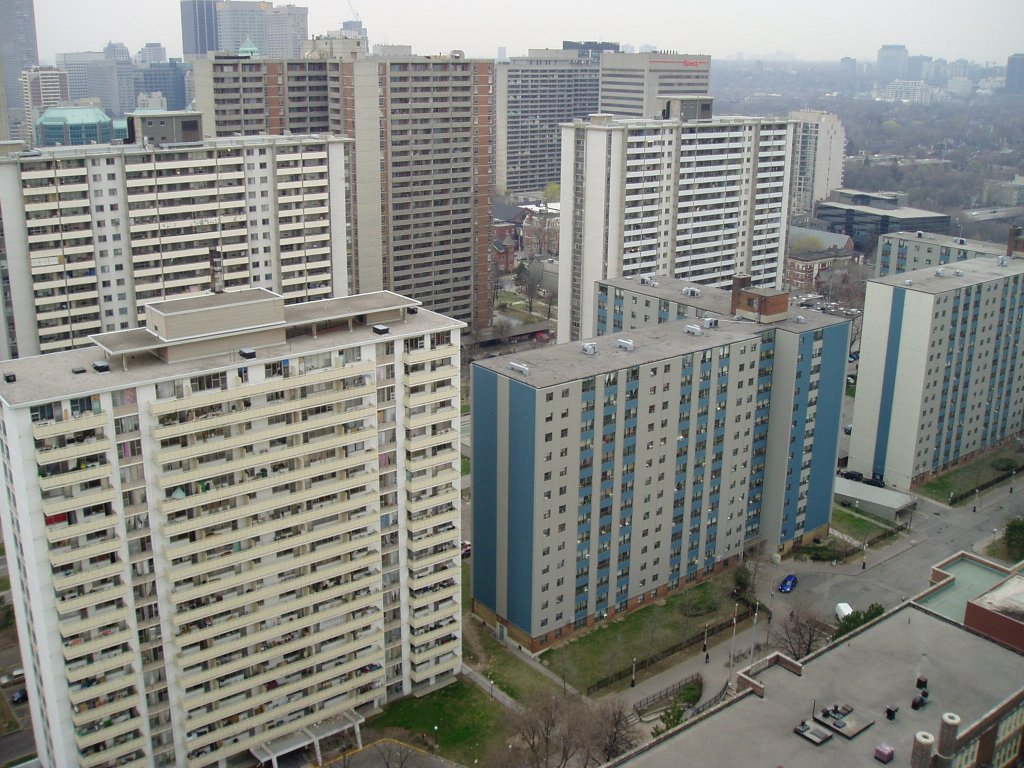
Apartamentos St. James Town en el centro de Toronto.

En Canadá, los proyectos suelen tratarse de edificios de vivienda subsidiados por el gobierno, gestionados por agencias gubernamentales, y en general son conocidos simplemente como proyectos cuando se trata de casas familiares. Especialmente en Toronto, aún se continúa con el estilo de grandes conjuntos de vivienda en altura en los barrios de clase obrera, aunque se trata de un modelo que ya ha sido abandonado tanto en los Estados Unidos como en el Reino Unido. En Toronto, estos complejos son ocupados mayormente por inmigrantes, refugiados y canadienses de bajos ingresos.[cita requerida]
Luego de la descentralización de la vivienda pública hacia las municipalidad, la Social Housing Services Corporation (SHSC, Coroporación de Servicios de la Vivienda Social) fue creada en la Provincia de Ontario en 2002 para proveer a los proveedores de vivienda social (vivienda pública, vivienda sin fines de lucro y vivienda cooperativa) de servicios grupales. Se trata de una corporación sin fines de lucro que suministra a los proveedores de vivienda de Ontario y a los desarrolladores de ventas al por mayor, aseguramiento, inversión y servicios de información que pueden agregar una valor significativo a sus operaciones.

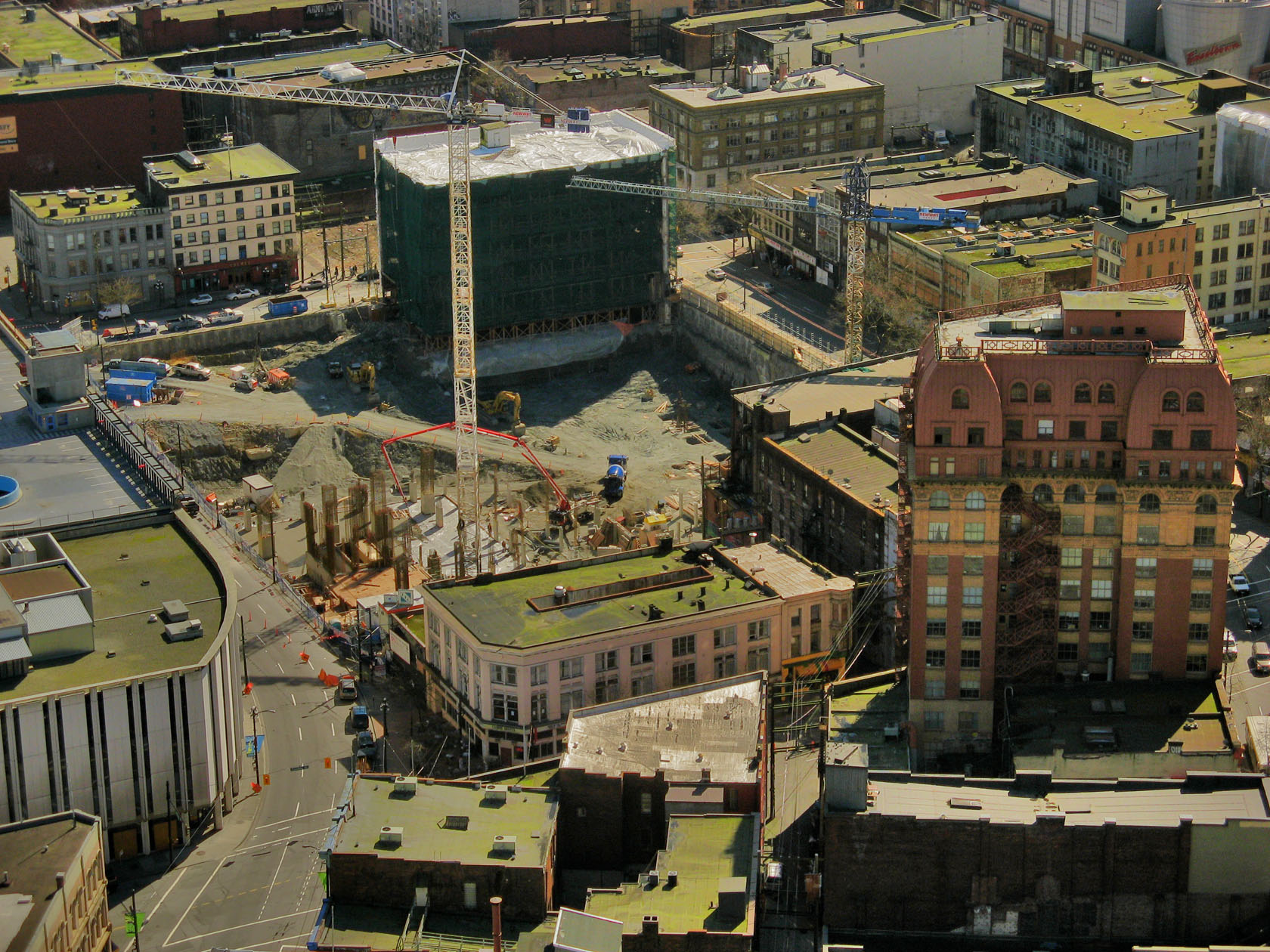
Construcción de un nuevo desarrollo de Woodward en Downtown Eastside, Vancouver

Recientemente se ha notado un movimiento para integrar la vivienda pública a la vivienda de mercado y de otros tipos. Planes de revitalización para propiedades tales como el conocido de Vancouver, Regent Park y Lawrence Heights en Toronto, buscan proveer mejores condiciones para residentes de bajos recursos, y conectarlos con el resto de la comunidad. Sin embargo, los residentes de estas comunidades han tenido muy poco ingreso efectivo en estos planes, y han tenido reacciones diversas a la construcción.
Un plan para brindar hogar a los sin techo de Vancouver está tomando forma en el tablero de un arquitecto local. Pide la rápida erección de barrios temporales armados con las mismas unidades modulares que las compañías mineras proveen para sus trabajadores remotos. "Stop Gap Shelters" es el nombre que le ha dado el arquitecto Gregory Henriquez. "Todos en esta comunidad hemos peleado largo tiempo por la vivienda permanente" dijo. "Pero hemos llegado al punto en que los números de sin techo son tan preocupantes que me dejan pensando si alguna vez vamos a solucionarlo de esta forma. No lo creo. Pienso que tiene que haber una medida que frente la brecha. Y de esto se trata". Henriquez dibujó planos para un barrio tipo motel, con 48 suites agrupadas alrededor de un patio central. El colorido conjunto incluye una oficina de administración, un patio cubierto, y un segundo nivel con una sala de reuniones, todo dentro de un típico lote urbano de 120x200 pies.[cita requerida]

#### Cuba
Problemática de la vivienda social a inicios de la Revolución cubana 
En 1959 se dio inicio a la Revolución cubana por diferentes motivos sociales, uno de ellas la problemática de la vivienda social, que ya se venía arrastrando desde años anteriores. Así: “Según el censo de 1953, del fondo de viviendas de Cuba, casi el 45% estaba constituido por chozas y bohíos; y un 25%, por viviendas subnormales (Ceditec, 1975).”
El desarrollo urbano se concentraba en La Habana, donde la rentabilidad era muy elevada, lo que hizo que haya una gran inversión urbana, absorbiendo el 74,5% de las viviendas. El Estado estableció dos leyes: la Ley de Propiedad Horizontal de 1952 y la Ley de Fomento de Hipotecas Aseguradas de 1953.
A pesar de aquellas medidas, no se solucionó el problema, ya que la gente de escasos recursos no tiene la posibilidad de rentar u obtener una vivienda. Es por ello que se hacinan en viviendas precarias en los alrededores de la ciudad.
Pese a tener un gobierno que dice poner el aspecto social por sobre todas las cosas, las barriadas y el hacinamiento continúan a lo largo y ancho de Cuba, y son muy frecuentes los desalojos, las demoliciones de las viviendas autoconstruidas y la expulsión de los habitantes del interior que se acercan a las principales ciudades escapando de la pobreza.

#### México
La vivienda social en México tiene sus antecedentes a principios del siglo XX, la revolución mexicana dio paso a la Constitución de 1917 donde se estipula que los “patrones” deben otorgar vivienda digna e higiénica a los trabajadores. Sin embargo, no existía una política de vivienda por parte del Estado que cubriera esta necesidad, esto añadido a la migración de la población rural a las ciudades, la cual incrementó la demanda de vivienda urbana. Tras una mejora en su economía producto de la Segunda Guerra Mundial en Europa, la cual favoreció económicamente a México, se desarrollaron grandes proyectos de vivienda influenciados con los ideales del movimiento moderno. Se crearon organismos y entidades que permitieron el acceso a la vivienda, pasando de ser ejecutores a financiadores. El desarrollo de la vivienda pasa de las colonias a los conjuntos habitacionales, de los arriendos a la propiedad.

##### Contexto e historia de la vivienda social en México
A inicios del siglo XX, producto de la industrialización y el desarrollo del ferrocarril, se inició el crecimiento de ciudades industrializadas en la Ciudad de México. Se estableció que los patrones debían dotar de viviendas cómodas e higiénicas a sus trabajadores. La creciente demanda de suelo y de vivienda urbana no tuvieron una respuesta oportuna por parte del sector público ni del sector privado, dando origen a la “producción social” de viviendas en colonias populares.
Entre los años 1932 -1934 el Distrito Federal proyectó la construcción de vivienda para tratar de solucionar el déficit de habitación de las clases trabajadoras, entre ellos los conjuntos Jardín Balbuena, La Vaquita y San Jacinto. Durante el año 1938 se constituyó la Unión de Arquitectos Socialistas, con un pensamiento de transformación social posrevolución, donde se dio la propuesta de la ciudad obrera de México. De la misma manera, el arquitecto suizo Hannes Meyer, identificado con una postura colectiva desde su dirección de la Bauhaus, plantea una solución técnica, funcional y económica para las necesidades sociales. En su estadía en México, fundó el Instituto de Planificación y Urbanismo, donde se tenía un plan de estudios revolucionario para el contexto mexicano, como las ideas urbanas racionales alemanas o la densificación de viviendas. Uno de los proyectos más relevantes de Meyer fue el de la Colonia Obrera de las Lomas de Becerra, destinada a trabajadores de una cementera.

##### Organismos que gestionan la producción de viviendas
La atención hacia la vivienda social en México a través de políticas públicas se inició en los alrededores del siglo XX, cuando en la Constitución de 1917 se plasmó la obligación de los patrones de proporcionar viviendas a sus trabajadores. Algunos de los principales organismos:
Programa de Financiamiento de Vivienda - PFV
Fue creado en 1963, como respuesta al problema de vivienda en México y su función principal era dar crédito privado a varios sectores de la población, pero fue direccionado a satisfacer las necesidades del sector medio. Dentro de este programa se encuentran el Financiamiento Bancario a la Vivienda (FOVI), creado en 1963, dirigido a apoyar con crédito privado a la vivienda social; y el Fondo de Garantía y Apoyo a la vivienda de interés social (FOGA).
Instituto del Fondo Nacional para la Vivienda de los Trabajadores - INFONAVIT
Fue creado en 1972, dirigido para los trabajadores de empresas particulares, su planteamiento se enfocó a créditos para la adquisición de vivienda nueva, mejoramiento de vivienda existente, construcción en terreno propio y pago de pasivos, siendo el primero el de mayor alcance. Parte de los recursos provienen del 5% de aportes de la nómina de las empresas.
Fondo Nacional de Habitaciones Populares - FONHAPO
Creado en 1981, se proyectó para personas que no tenían un salario fijo y tenían bajos ingresos. Por eso, se crearon programas habitacionales y diferentes tipos de créditos. Dentro de sus programas más importantes estaban la adquisición de terrenos para construcción de vivienda, vivienda progresiva, vivienda terminada, mejoramiento de vivienda y apoyo en materiales. Sus recursos eran de la Federación (Hacienda) y de préstamos internacionales, dentro de sus lineamientos estaban la recuperación de al menos 1 crédito concedido a 2 beneficiarios. El programa estuvo vigente hasta 1986, cuando debido a la crisis tuvo que reinventar sus operaciones.
Fideicomiso de Vivienda y Desarrollo Social y Urbano del Distrito Federal - FIVIDESU
Se creó en diciembre de 1983, tenía el fin de realizar programas de vivienda y desarrollo social y urbano para cubrir las necesidades de la población de ingresos mínimos de Ciudad de México. Hasta el año 1992 concedió créditos a personas, familias, y principalmente grupos organizados de solicitantes para diferentes tipos de programas habitacionales como: mejoramiento o restauración de vivienda, vivienda progresiva o pie de casa, vivienda terminada, dotación de infraestructura y urbanización básica.

##### CUPA - Centro Urbano Presidente Alemán (1947-1949)

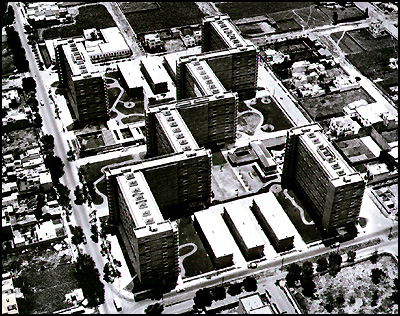
Vista aérea del Centro Urbano Presidente Alemán

Marcó el inicio de una serie de desarrollos que tenían como fin dar solución al problema de la vivienda. Fue diseñado por el arquitecto Mario Pani por encargo del Gobierno Federal que desarrolló varias propuestas.

#### Perú

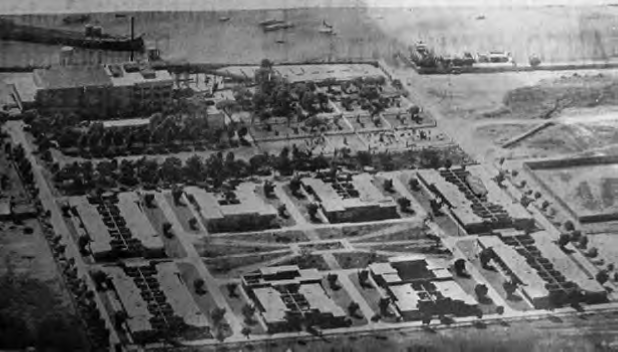
Barrio Obrero Frigorífico Nacional S.A. Ltda., Callao, 1936

Previo a la década de 1930, el Perú tuvo diferentes etapas de desarrollo en donde los cambios políticos y socioeconómicos demarcaron el camino a seguir en cuanto a la evolución de la vivienda como módulo básico de la habitabilidad de las ciudades en el país. El caso más notable es la ciudad de Lima, ciudad capital, ya que desde su fundación colonial en el siglo XVI hasta nuestros días ha sido la mayor urbe del país y la ciudad de mayor desarrollo de entre las principales ciudades de otras regiones del Perú.
Finalizada la Guerra del Pacífico y tras la consecuente ocupación de Lima por parte de los ejércitos chilenos, la ciudad vivió a finales del siglo XIX y comienzos del siglo XX una de las primeras crisis de falta de vivienda. La causa fue la desproporción entre la escasísima construcción habitacional y el crecimiento de la población. Se consideró alarmante la duplicación de la población urbana de los últimos 60 años (1857-1920).

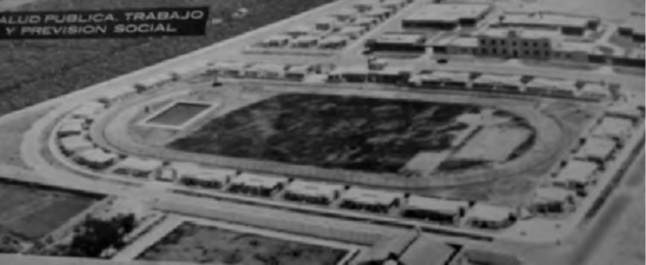
Barrio Obrero N.° 1, La Victoria, Lima, 1937

Ya en las primeras décadas del siglo XX, la crisis habitacional en Lima fue más notoria y el crecimiento poblacional se acentuó cada vez más. Esto trajo como consecuencia la aparición de las primeras ‘barriadas’, que eran asentamientos en la periferia de la ciudad en los que los sin techo construían sus casas. Las barriadas más conocidas de esa época fueron Armatambo (Chorrillos) y Puerto Nuevo (Callao) en 1928; Matute en 1929 y Leticia fundada en 1933. Es en este contexto dcuando surge una respuesta del Estado: los barrios obreros. La Junta Pro Desocupados, creada en 1931 en cada departamento, destacando la de Lima, fue el medio desde el cual se concretó este proyecto urbanístico modernista. Esos barrios obreros contaban con un espacio de viviendas y áreas deportivas.
A partir de ello, en 1931, se crearon las Juntas Departamentales Pro Desocupados. Para el caso de la ciudad capital se denominó Junta Departamental de Lima Pro Desocupados – JDLPD, la cual originalmente era temporal pero fue renovada. Su objetivo era la asistencia social y de ejecución de obras. Entre 1931 y 1934, más del 20% de los recursos de la JDLPD destinado a las obras de asistencia social fue destinado a la construcción de las casas para obreros. Según la JDLPD en noviembre de 1931 el 25% de la PEA de Lima estaba desempleada, en la construcción subió al 60% y en el sector textil solo fue del 12%, en 1932 Lima tenía 18,680 obreros parados de los que 10,649 (57%) eran oriundos de provincias.

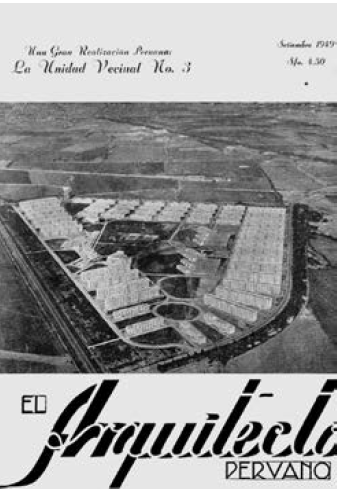
Vista aérea de la Unidad Vecinal N.º 3 publicada en la portada de El Arquitecto Peruano, 1949

Luego de los Barrios Obreros que se desarrollaron en los años 30, llegaron al Perú las ideas del Movimiento Moderno con la Unidades Vecinales realizadas entre los años 40 y 60 del siglo XX. La Unidad Vecinal surgió a partir de la idea urbana de Ciudad jardín considerada en Latinoamérica para los modelos importados como el garden-suburb realizado en Inglaterra durante la postguerra, en un periodo de modernización y crecimiento demográfico explosivo. Lo que se transfirió fue la teoría del neighbourhood-unit y el modelo de ciudad-satélite, conocido en este continente como Unidad Vecinal.
Durante esas décadas se propuso y se construyó gran cantidad de vivienda social en Lima. Todos estos desarrollos impulsados por el arquitecto Fernando Belaúnde Terry fueron presentados en 1945 durante su campaña política para postularse al cargo de diputado por Lima al Parlamento Nacional. Dicho Plan de Vivienda del Gobierno proponía primero la descentralización de Lima a través de construcción de Unidades Vecinales, ya que en esos años se concentraba todo en el centro; luego, la rehabilitación de las manzanas tugurizadas del centro de Lima. Parte del Plan Nacional de Vivienda propiciado por Belaúnde incluía políticas públicas a implementar, entre ellas la creación de una entidad pública que sería la encargada de llevar a cabo dicho plan. Para tal efecto se creó, en 1946, la Corporación Nacional de Vivienda (CNV), la cual tenía como propósito, al igual que en su momento lo tuvo la JDLPD, la construcción de viviendas para los sectores medios y populares. La principal obra de la CNV fue el proyecto global de las Unidades Vecinales. 
Entre los más grandes proyectos de UV tenemos la Unidad Vecinal N.º 3 en Lima (1949) y la Unidad Vecinal Matute en La Victoria (1953). De acuerdo a lo indicado por Patricia Caldas, la UV3 muestra una textura abierta, donde las distancias y el área libre entre los edificios son similares, y la UV Matute, no muestra la claridad geométrica de la UV3 pero sí una cierta relación con su entorno urbano.
Posteriormente al desarrollo de las Unidades Vecinales, durante los años 60, se propuso un Proyecto Experimental de Vivienda – PREVI. En 1965 el presidente Fernando Belaúnde Terry inició una serie de consultas para explorar nuevas formas de controlar el flujo de personas migrantes que llegaban a la ciudad y evitar la propagación de proyectos de autoconstrucción en los barrios informales en Lima. El Estado y el Programa de las Naciones Unidas para el Desarrollo – PNUD convocaron al arquitecto inglés Peter Land para que asesorase sobre las políticas de vivienda social a través del Banco de la Vivienda del Perú. De esta convocatoria surgió la forma inicial del PREVI con sus tres proyectos piloto, los cuales intentaban enfrentar el problema de la vivienda desde perspectivas complementarias. Las propuestas se presentaron al PNUD en 1966 y fueron aprobadas en 1967. Los trabajos se iniciaron en 1968 con la intención de llevar a cabo tres proyectos piloto en tres años.
Cada tipología propuesta por los arquitectos de ambos concursos planteaba versiones distintas para diferentes grupos familiares: las casas debían alojar de cuatro a seis personas en una primera etapa, y de ocho a diez personas en una segunda, para lo cual cada proyecto proponía su sistema de crecimiento. El proyecto PREVI fue concebido de forma diferente a los contemporáneos proyectos institucionales de vivienda, que en aquellos años usualmente heredaban y respondían a las problemática de posguerra. Es por eso que se ha convertido en todo un precedente, que incluye el concepto de “vivienda progresiva” y que entiende la casa como un punto de partida que responderá, con el paso del tiempo, a las necesidades de sus habitantes y creará barrios heterogéneos. Estas circunstancias han dado origen a diversas situaciones urbanas, que enriquecen no solo el ámbito habitacional, sino también los espacios públicos del barrio.